# Сома Везувиана
Со̀ма Везувиа̀на (на италиански: Somma Vesuviana) е град и община в Южна Италия, провинция Неапол, регион Кампания. Разположен е на 165 m надморска височина. Населението на общината е 34 405 души (към 2010 г.).
В общинската територия се намира част от вулкан Везувий.